# Burvik
Burvik är en by belägen vid havet, 3 mil sydost om Skellefteå. Mellan 2015 och 2020 avgränsade SCB här en småort.
Burvik är en havsnära fiske och skogsbruksby. 
Närmaste service, handel och skola finns i Bureå och Skellefteå, dit även de flesta yrkesverksamma pendlar.
Byn hyser många fritidshus och sommarstugor, vilket sommartid höjer invånarantalet betydligt.
Predikanten Gabriel Andersson är en känd profil från Burvik. 
Fram till 2010 bedrev kommunen verksamhet vid Burviks Sommargård
Fram till slutet av 1990-talet pågick det aktivitet och evenemang vid dansbanan på Byggnäsudden. På Byggnäsudden har det tidigare även funnits ett båtbyggeri.